# Ново-Оряхово
Но́во-Оря́хово (болг. Ново Оряхово) — село в Болгарии. Находится в Варненской области, входит в общину Долни-Чифлик. Население составляет 175 человек.

## Политическая ситуация
Ново-Оряхово подчиняется непосредственно общине и не имеет своего кмета.
Кмет (мэр) общины Долни-Чифлик — Борислав Николаев Натов (независимый) по результатам выборов в правление общины.